# Сен-Жермен-де-Пре (аббатство)
Сен-Жерме́н-де-Пре (фр. l'abbaye de Saint-Germain-des-Prés — с фр. — «абба́тство Свято́го Ге́рмана на Луга́х», или «Лугового») — бывшее бенедиктинское аббатство в Париже. До строительства Сен-Дени служило королевской усыпальницей. Ему обязан своим именем квартал Сен-Жермен-де-Пре.
Главная церковь аббатства — ныне приходская церковь (старейшая в Париже; памятник романской архитектуры) — находится на левом берегу Сены в 6-м округе французской столицы. 

## История
История возникновения аббатства связана с именем короля Хильдеберта I из династии Меровингов. Хильдеберт вывез из Испании дорогую для вестготов реликвию, так называемую тунику святого Викентия, диакона сарагосской церкви, принявшего мученическую смерть во время гонений на христиан при римском императоре Диоклетиане. Сначала Хильдеберт приказал прибить её к воротам Парижа, а позднее по совету епископа св. Германа Парижского (496—576) основал в 541 году под Парижем («на лугах», фр. prés) монастырь для хранения реликвии. Настоятелем базилики св. Викентия и св. Креста, которая и дала жизнь монастырю Сен-Жермен-де-Пре, Герман Парижский поставил своего ученика Дроктовея, позже канонизированного католической церковью.
В 861 году аббатство было сожжено викингами. Сен-Жермен-де-Пре был в средние века одним из богатейших монастырей Франции. В описи его владений (полиптик аббата Ирминона, начало IX века) перечислено 25 поместий и более 2 тысяч крестьянских семей. Среди многих примечательных насельников аббатства — летописец Аббон Горбатый. При основании Парижского университета монахи выделили для его размещения луга, на которых вырос университетский, или Латинский квартал. Территория этого квартала к западу от современного бульвара Сен-Мишель оставалась в ведении аббатства до конца XVII века. Поколение за поколением аристократов скупало земли аббатства для строительства на них своих резиденций; одна из самых обширных принадлежала Маргарите Валуа.
Во время Великой французской революции аббатство было закрыто 13 февраля 1793 года. На его территории помещалась фабрика по производству калиевой селитры (один из компонентов чёрного пороха); главный храм вновь открыт для богослужений (в качестве приходского) 29 апреля 1803 года. В 1821—1854 годах церковь капитально отреставрирована архитекторами Этьеном-Ипполитом Гоббом и Виктором Бальтаром. В 1862 году была внесена в список исторических памятников Франции. Уцелевшие части аббатства внесены в этот список 26 октября 1953 года.

## Архитектура
От аббатства сохранилась лишь главная церковь, считающаяся самой старой в Париже. Четыре нижних яруса колокольни, неф и трансепт храма относятся к романскому стилю (конец X — начало XII века). Хор середины XII века — один из первых по времени создания памятников готического стиля, ставший вехой в его становлении. Существующая церковь была освящена папой Александром III 21 апреля 1163 года. Большинство пристроек последующих веков было уничтожено взрывом селитры в августе 1794 года.

## Захоронения
Одним из первых в базилике был похоронен её основатель — епископ Герман. Его имя, произносящееся по-французски как «Жерме́н», аббатство носит с 576 года. Кроме Хильдеберта I (558) здесь также были похоронены последующие короли династии Меровингов (в т. ч. Хильперик I в 584 году, Фредегонда в 598 году и Хлотарь II в 628 году). В аббатстве также захоронено сердце короля польского и великого князя литовского Яна II Казимира, 76-м аббатом которого он был после отречения от трона Речи Посполитой в 1668 году и вплоть до своей смерти. В одной из церквей аббатства долгое время находились мощи Пьера Абеляра. В одном из приделов покоится философ Рене Декарт.

## Аббаты-коммендатарии
- 10 февраля 1504 — 16 ноября 1507 — Гийом Брисонне, кардинал, архиепископ Реймса
- 16 ноября 1507 — 24 января 1534 — Гийом Брисонне, сын предыдущего, епископ Лодева, затем Мо
- 24 января 1534 — 22 апреля 1562 — Франсуа де Турнон, кардинал, архиепископ Буржа, Оша и Лиона
- 11 мая 1562 — 9 мая 1590 — Шарль I де Бурбон, кардинал, архиепископ Руанский
- 9 мая 1590 — 30 июля 1594 — Шарль II де Бурбон, племянник предыдущего, кардинал, архиепископ Руанский
- Жан Першерон, фидуциарный аббат; доходы с аббатства шли принцу Франсуа де Конти, брату предыдущего аббата
- ? — 1617 — Луи Бюиссон, фидуциарный аббат; доходы с аббатства шли вдове принца де Конти, Луизе Маргарите Лотарингской до 1623 года
- 1623 — 12 октября 1668 — Анри де Бурбон, герцог де Вернёй, епископ Меца
- 1668 — 16 декабря 1672 — Ян Казимир Ваза, бывший монарх Речи Посполитой
- 1672 — 1683 — Луи-Сезар де Бурбон, граф де Вексен
- январь 1697 — 10 апреля 1704 — Вильгельм Эгон фон Фюрстенберг, кардинал, епископ Страсбурга
- 10 апреля 1704 — 18 декабря 1714 — Сезар д'Эстре, кардинал, епископ Альбано
- 1 января 1715 — 26 июля 1737 — Анри-Понс де Тьяр де Бисси — кардинал, епископ Мо
- 15 августа 1737 — 16 июня 1771 — Луи де Бурбон, граф де Клермон
- 22 января 1774 — 21 октября 1777 — Шарль-Антуан де Ларош-Эмон, кардинал, архиепископ Реймса. После него и до упразднения в 1791 году религиозных орденов аббатство управлялось экономами.